# 群馬県道316号太田桐生線
群馬県道316号太田桐生線（ぐんまけんどう316ごう おおたきりゅうせん）は、群馬県太田市から桐生市に至る一般県道である。

## 概要
本県道は、群馬県太田市の中心部に位置する追分交差点から桐生市の東端に位置する境野町までを結ぶ路線である。
かつて太田市・追分交差点 - 桐生市・松原橋交差点の区間は国道122号であった。

### 路線データ
- 総延長 : 9.0358 km[1]
- 起点 : 群馬県太田市東金井町684番の4地先（追分交差点＝国道407号、群馬県道5号足利太田線交点）[2]
- 終点 : 群馬県桐生市境野町7丁目（消防南分署前交差点＝群馬県道67号桐生岩舟線交点）[注釈 1]

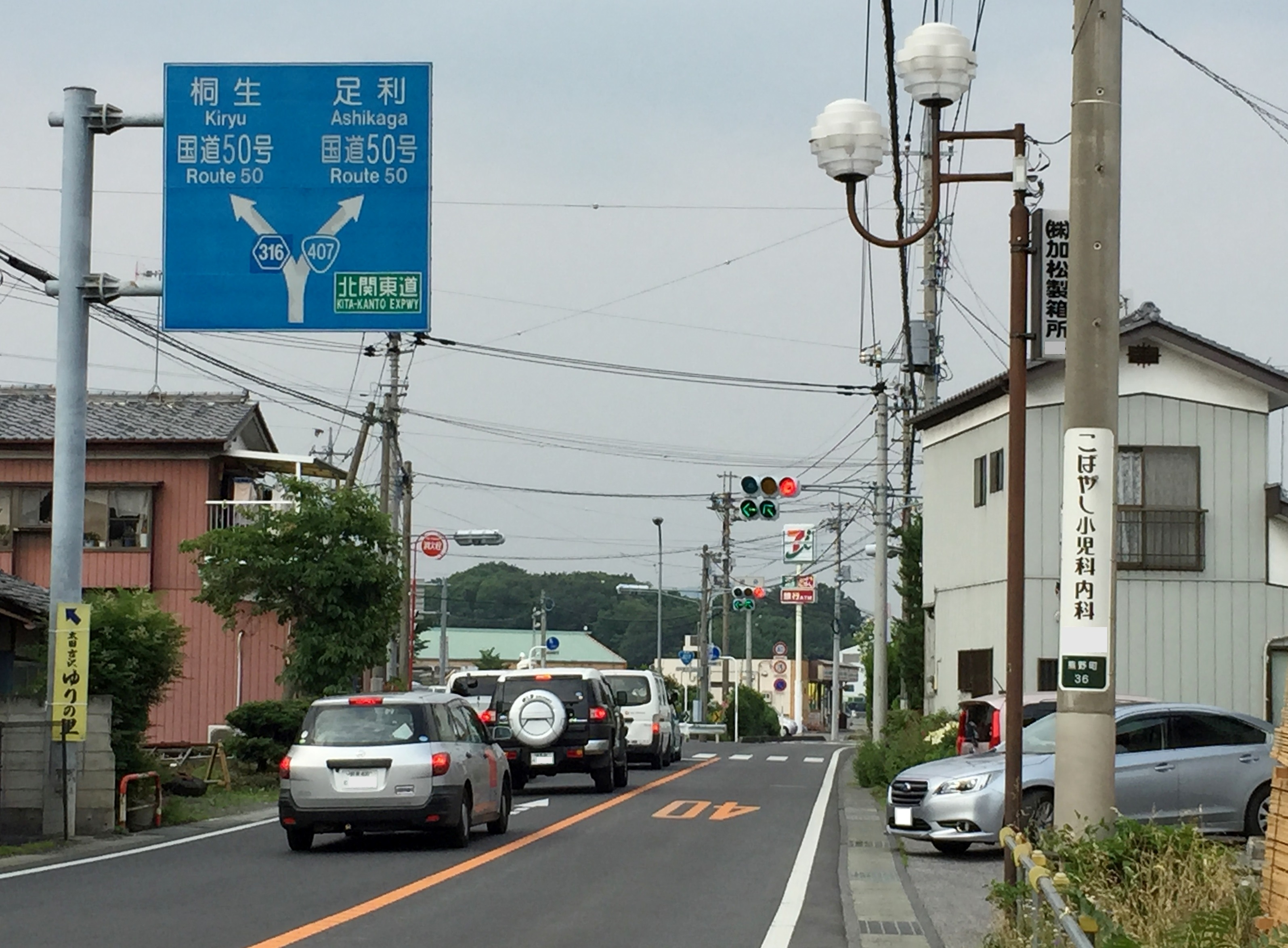
太田市・追分交差点 （起点、2015年6月） 県道5号の終点でもある。また四差路の交差点であり、↖方向が県道316号、↗方向が国道407号・県道5号、↓方向が国道407号、←方向が市道である。
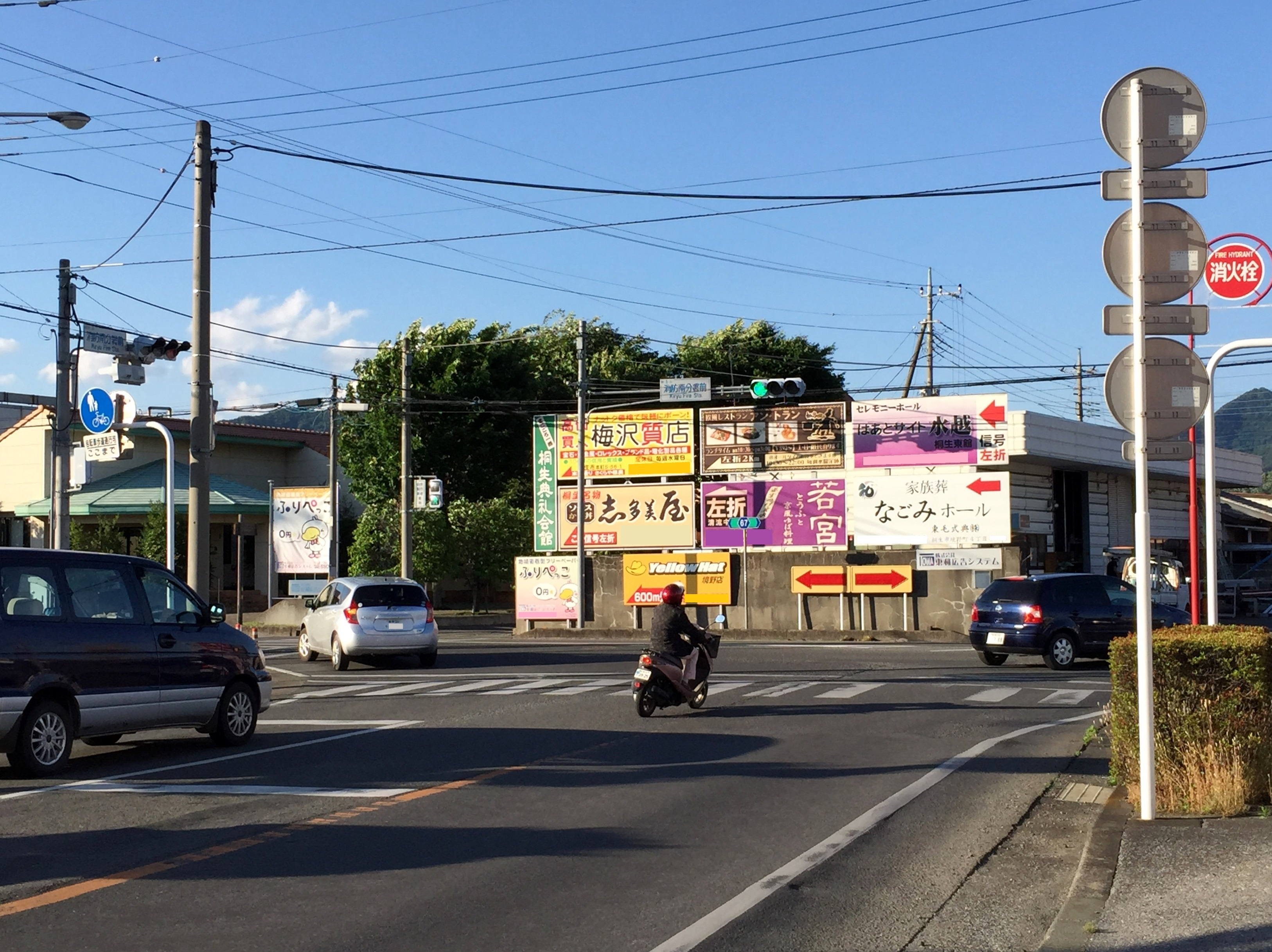
桐生市・消防南分署前交差点 （終点、2015年5月）

## 歴史
- 1966年（昭和41年）2月8日：前身路線にあたる桐生熊谷線（桐生市広沢町 - 太田市 - 刀水橋 - 埼玉県熊谷市、整理番号9）[注釈 2]を廃止[3]。
- 1993年（平成5年）4月1日：群馬県より、県道太田桐生線（太田市 - 桐生市、整理番号347）として路線認定[1][4]。

## 路線状況
道路は丘陵地帯を走るため、追分交差点から群馬県道39号足利伊勢崎線と交差する丸山交差点までは平坦な道だが、丸山交差点を越え、吉沢付近から終点の松原橋交差点までは坂道になっており、高低差は66 mある。太田→桐生方向は上り坂、桐生→太田方向は下り坂であり、ニューイヤー駅伝のコースに指定されている。

### 通称
- 東国文化歴史街道（起点 - 太田市矢田堀町/丸山町・丸山交差点）

### 道路施設
- 松原橋（渡良瀬川、桐生市境野町7丁目 - 桐生市広沢町6丁目）

## 地理

### 通過する自治体
- 群馬県
  - 太田市 - 桐生市

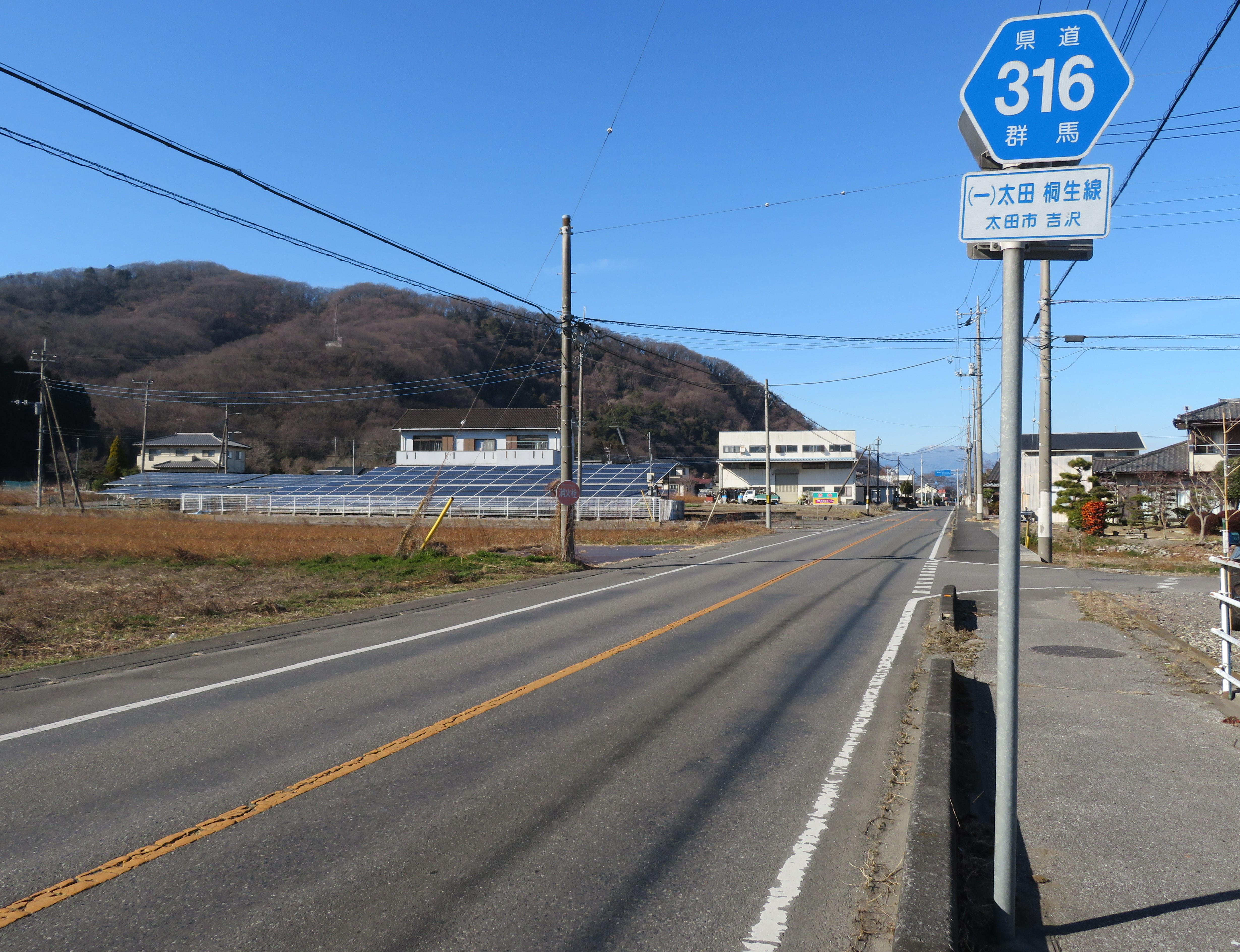
太田市吉沢付近
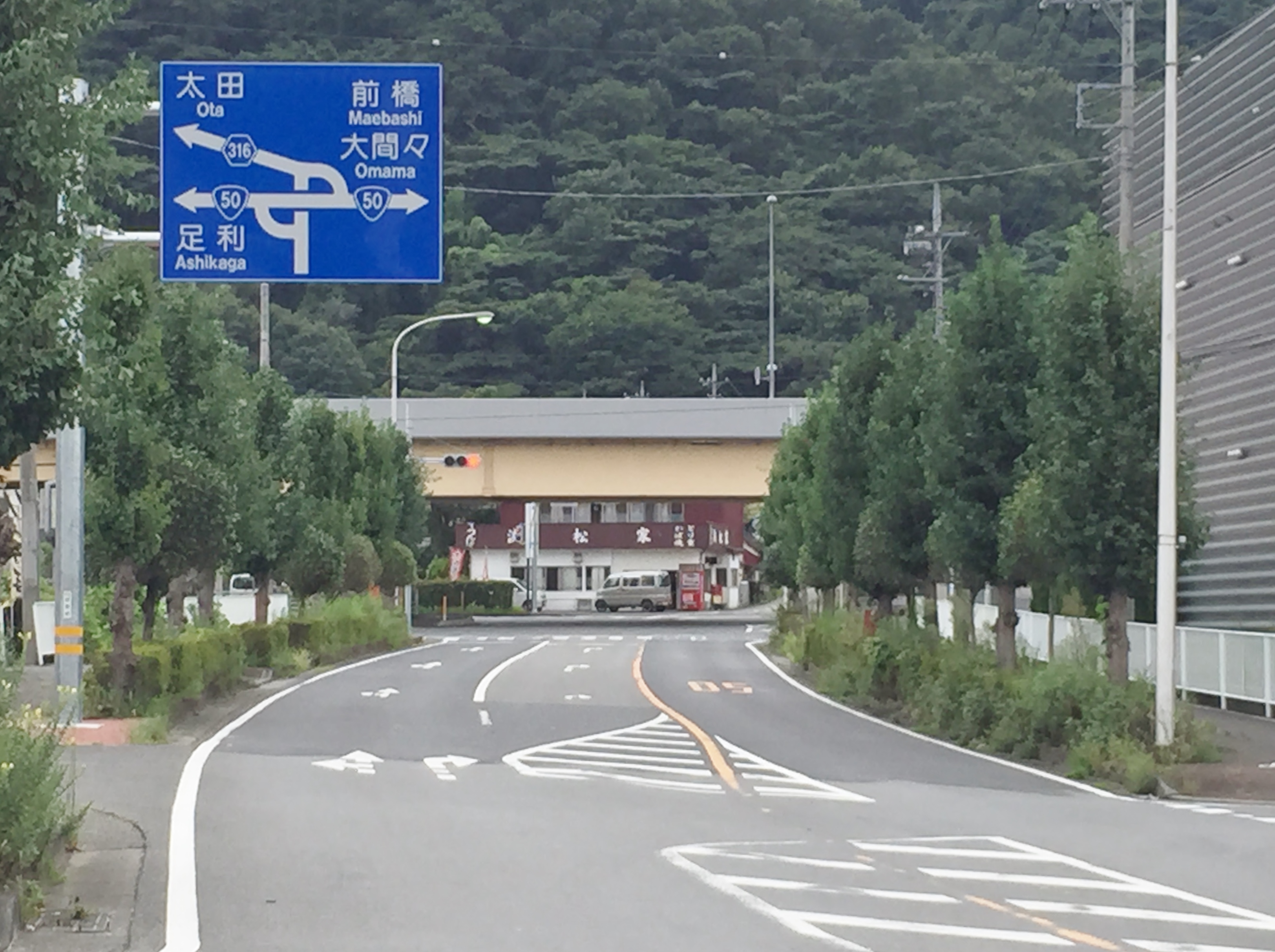
桐生市・松原橋交差点付近 （2015年8月） 松原橋交差点と太田方面を望む。交差点は↖↓方向が県道316号、←→方向が国道50号・国道122号である。
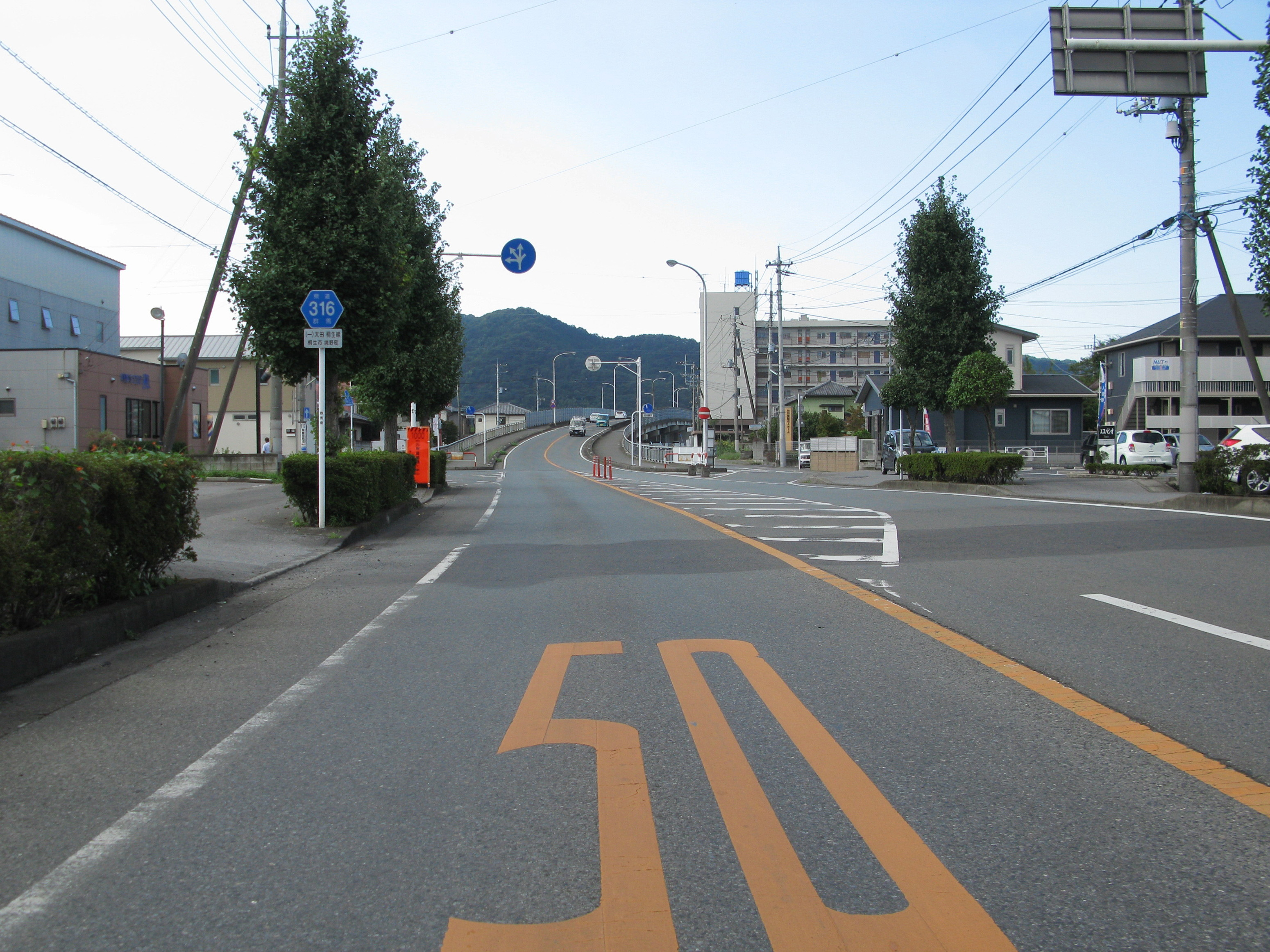
終点付近から松原橋と太田方面を望む （2012年9月）

### 交差する道路
- 国道407号、群馬県道5号足利太田線（太田市熊野町/東金井町・追分交差点）
- 北関東自動車道（太田市東今泉町）※ICを介しての直接接続はしない
- 群馬県道39号足利伊勢崎線（太田市矢田堀町/丸山町・丸山交差点）
- 群馬県道254号丸山葉鹿線（太田市丸山町・吉沢交差点）
- 国道50号、国道122号（桐生市広沢町6丁目・松原橋交差点）

### 交差する河川
- 名称不明（吉沢橋、太田市吉沢町）
- 名称不明（新堀橋、太田市吉沢町）
- 広沢川（桐生市広沢町6丁目・松原橋交差点 - 広沢町6丁目）
- 渡良瀬川（松原橋、桐生市広沢町6丁目 - 境野町7丁目）

### 沿線
- 太田市立毛里田中学校（太田市矢田堀町）
- 太田リサーチパーク（太田市吉沢町）[6]
- 松原橋公園（桐生市広沢町6丁目）